# George Campbell
George Herrold "Doc" Campbell (født 1. februar 1878, død 4. november 1972) var en canadisk lacrossespiller, som deltog OL 1908 i London.
Doc Campbell var involveret i flere sportsgrene og var blandt andet med til at etablere både en curling- og en golfklub i sin hjemby, Orangeville, Ontario. Lacrosse var dog den sport, han havde størst succes i. I 1902 var han anfører for lacrosseholdet fra University of Toronto, som vandt universitetsverdensmesterskabet.
I 1908 blev han udtaget til Canadas lacrossehold til OL i London. Tre hold var tilmeldt konkurrencen, men Sydafrika trak sig, inden turneringen gik i gang, hvorefter mesterskabet blev afgjort mellem canadierne og det britiske hold. Spillet var ikke helt standardiseret, og der blev spillet efter regler, der var en krydsning mellem de regler, canadierne og briterne kendte. Kampen blev afvekslende med canadierne i front efter de to første quarters med 6-2. Efter pausen spillede briterne bedre og holdt 9-9, hvorved kampen endte 15-11 til canadierne.
Campbell fortsatte med at dyrke lacrosse i et par årtier efter OL.
I sit civile liv var Campbell tandlæge efter at have afsluttet sin uddannelse i 1902. Han virkede som tandlæge i Orangeville, til kort inden sin død som 92-årig. I sit fag var han fagligt aktiv og var i en periode præsident for tandlægeforeningen i Ontario, senere i hele landet. Han var ligeledes politisk aktiv og var i perioden 1914-1916 borgmester i Orangeville.